# Duhonw
Duhonw är en community i Storbritannien.   Den ligger i kommunen Powys och riksdelen Wales, i den södra delen av landet, 240 km väster om huvudstaden London.
Duhonw består av de fyra byarna Llanddewi'r Cwm, Llangynog, Llanynis och Maesmynis samt omgivande landsbygd.